# Курка цейлонська
Курка цейлонська (Gallus lafayettii) — вид куроподібних птахів родини фазанових (Phasianidae). Ендемік Шрі-Ланки.

## Назва
Наукова видова назва вшановує французького аристократа Жильбера де Лафаєта (1757—1834).

## Поширення
Ендемік Шрі-Ланки. Мешкає в різних середовищах існування, від посушливих чагарників уздовж узбережжя до тропічних лісів у горах. Боїться людини і тримається подалі від поселень, але охоче вторгається на посіви та плантації в пошуках поживи.

## Опис
Самець має довжину 66-72 см, вагу 790—1140 г; самиця приблизно 35 см з вагою 510—625 г. Морфологія цього виду дещо відрізняється від домашніх курей. Його силует, по суті, більш витягнутий, і ця будова тіла ще більше підкреслюється горизонтальним хвостом з первинним серпоподібним пір'ям, яке досить довге, але лише злегка вигнуте. Оперення довге, особливо це стосується пір'я, що покриває верхню частину спини та грудей. Ланцетні пера на задній частині стегон численні. Гребінь червоний, але в центрі прикрашений широкою жовтою смугою. Гребінь середнього розміру і ледь вирізаний у самців і дуже маленький, майже відсутній, у самиць. У самця ділянка оголеної шкіри на обличчі разом зі вушною раковиною, горлом і двома карункулами утворює пляму червоного кольору. Загальний відтінок оперення світліший, ніж у банківського півня. Плечі та грудка золотисто-жовті, іноді червоні, з темними вогняними смужками в центрі пір'я. Лапки мають тілесний колір і оснащені потужними шпорами.

## Спосіб життя
Цейлонський півень поводиться дещо боязко щодо людей, за винятком рідко відвідуваних місць. Тому він тримається від людей на відстані, коли блукає дорогами та краями в пошуках їжі. Проводить ніч, сидячи на деревах, прикриваючи свої чутливі до холоду ноги довгим пір'ям на грудях. Самці дуже войовничі і часто б'ються між собою в період розмноження. На відміну від свого банківської курки, яка є всеїдною, цей вид має майже виключно вегетаріанську дієту. Харчується насінням, яке збирає на стежках або знаходить на оброблених полях.
Цейлонські кури розмножуються протягом більшої частини року. Молоді особини стають здатними до розмноження лише з дворічного віку. Гніздо — вирите в землі заглиблення, захищене деревом або кущем, часто високим пнем. Тварина також може повторно використовувати невикористане гніздо іншого виду. Кладка складається з двох-чотирьох майже білих яєць, які інкубуються в середньому 21 день.

## Таксономія
Це один із чотирьох видів птахів роду Gallus. Цейлонська курка є найбільш близькою до сірої курки (Gallus sonneratii), хоча морфологічно самець нагадує більше банківську курку (Gallus gallus). Самиці цейлонської курки дуже схожі на самиць сірої курки. Цейлонська і банківська кури еволюційно розійшлися приблизно 2,8 мільйона років тому, тоді як час розходження між цейлонською та сірою курками відбулося 1,8 мільйона років тому.
|  | Gallus gallus (Linnaeus, 1758)                                                                          |
|  | |
|  | \| \| Gallus lafayettii (Lesson, 1831) \| \| \| \| \| \| Gallus sonneratii (Temminck, 1813) \| \| \| \| |
|  | |
|  | Gallus lafayettii (Lesson, 1831)                                                                        |
|  | |
|  | Gallus sonneratii (Temminck, 1813)                                                                      |
|  | |

|  | Gallus lafayettii (Lesson, 1831)   |
|  |                                    |
|  | Gallus sonneratii (Temminck, 1813) |
|  |                                    |

|  | Gallus gallus (Linnaeus, 1758)                                                                          |
|  | |
|  | \| \| Gallus lafayettii (Lesson, 1831) \| \| \| \| \| \| Gallus sonneratii (Temminck, 1813) \| \| \| \| |
|  | |
|  | Gallus lafayettii (Lesson, 1831)                                                                        |
|  | |
|  | Gallus sonneratii (Temminck, 1813)                                                                      |
|  | |

|  | Gallus lafayettii (Lesson, 1831)   |
|  |                                    |
|  | Gallus sonneratii (Temminck, 1813) |
|  |                                    |

|  | Gallus gallus (Linnaeus, 1758)                                                                          |
|  | |
|  | \| \| Gallus lafayettii (Lesson, 1831) \| \| \| \| \| \| Gallus sonneratii (Temminck, 1813) \| \| \| \| |
|  | |
|  | Gallus lafayettii (Lesson, 1831)                                                                        |
|  | |
|  | Gallus sonneratii (Temminck, 1813)                                                                      |
|  | |

|  | Gallus lafayettii (Lesson, 1831)   |
|  |                                    |
|  | Gallus sonneratii (Temminck, 1813) |
|  |                                    |

|  | Gallus gallus (Linnaeus, 1758)                                                                          |
|  | |
|  | \| \| Gallus lafayettii (Lesson, 1831) \| \| \| \| \| \| Gallus sonneratii (Temminck, 1813) \| \| \| \| |
|  | |
|  | Gallus lafayettii (Lesson, 1831)                                                                        |
|  | |
|  | Gallus sonneratii (Temminck, 1813)                                                                      |
|  | |

|  | Gallus lafayettii (Lesson, 1831)   |
|  |                                    |
|  | Gallus sonneratii (Temminck, 1813) |
|  |                                    |